# Bernard Piché
Bernard Piché (* 10. April 1908 in Montreal; † 4. Dezember 1989 in Trois-Rivières, Québec) war ein kanadischer Organist, Komponist und Musikpädagoge.

## Leben
Piché war Sohn des Organisten Joseph Piché und Schüler von Hervé Cloutier. Er wirkte ab 1926 als Organist an der Kirche St-Nicolas, später an Notre-Dame-de-la-Défense. Als Gewinner des Prix d’Europe studierte er ab 1932 am Brüsseler Konservatorium bei Paul de Maleingreau und dann in Paris bei Charles Tournemire.
Von 1932 bis 1945 war er Organist der Kathedrale von Trois-Rivières. 1945 nahm er in der Basilika von Sainte-Anne-de-Beaupré von Québec die Musik zu dem Film The Singing Pipes über die Orgelbaufirma Casavant Frères auf. Im gleichen Jahr unternahm er die erste von mehreren Konzertreisen durch Kanada und die USA. Bis 1966 war er Organist an der Kirche St. Peter und St. Paul in Lewiston (Maine). Danach unterrichtete er bis 1973 am Conservatoire de Trois-Rivières.
Piché komponierte eine Messe und verschiedene Orgelwerke. Eine Auswahl seiner Orgelkompositionen wurde von Michelle Quintal auf CD eingespielt.

## Werke
- Rhapsodie sur quatre noëls , 1947
- By the Sea, 1953
- Introduction et Fugue sur l’Ite Missa est alléluiatique